# Didier Lockwood
Didier Lockwood (Calais, 11 de febrero de 1956-París, 18 de febrero de 2018) fue un prestigioso solista de jazz y compositor francés, hermano del también músico y jazzista Francis Lockwood. Stéphane Grapelli y Jean-Luc Ponty le reconocieron como un gran violinista al pasarle este último el violín que había recibido del anterior, y este a su vez de Michel Warlop, creándose una especie de anillo-vínculo de violinistas de élite.

## Biografía
Didier Lockwood perteneció a una saga de artistas y músicos, heredando su profesión de su padre, profesor de violín. Su hermano Francis se decidió por el piano y es también un conocido músico.
Con tan sólo 13 años Didier se unió a la orquesta de la ópera del Teatro Municipal de Calais y en 1972, en plena adolescencia, obtuvo sus primeros premios como músico en la Academia de Música, Danza y Teatro de Francia de Calais y de música contemporánea por parte de la SACEM, por su composición para Técnicas de reproducción extendida.

## Carrera musical
Aunque proveniente de una educación musical inicialmente clásica, a los 16 años pasó a estudiar en la Escuela Normal de Música de París descubriendo otras músicas e introduciéndose en el campo de la improvisación libre. Tras haber escuchado al virtuoso Jean-Luc Ponty se introdujo en el uso del violín amplificado y en 1974 se integra en el grupo de jazz-rock Magma, a pesar de tener que perder por ello una plaza en el Conservatorio Superior de Música y Danza de París, con los que tocará hasta 1978. Posteriormente tocó en la banda de fusión de Christian Vander y Jannick Top.
A los 21 años es descubierto por Stéphane Grappelli y se sumerge en el mundo del jazz (también influenciado por la dedicación a este de su hermano, con el que también tocará). A través de numerosos conciertos en diferentes festivales de Jazz como el de Festival de Jazz de Montreux (actúa en 1975 y 1978), Castellet (1976), Antibes o el de Festival de Donaueschingen (1978), se le empieza a conocer internacionalmente, tanto por sus pariciones dentro del grupo de jazz/rock fusin Surya como por sus colaboraciones individuales, por ejemplo con el propio Stéphane Grappelli.
En 1979, el mismo que publica su primer disco individual (New World), da un concierto con Wolfgang Dauner en memoria de Zbigniew Seifert, que le influirá notablemente. En la década de 1980 se prodigó más y más en los festivales de jazz internacionales, como el Jazz Yatra de Bombay o el Festival de Jazz de Newport. 
En 1985 se desplazó a Nueva York, donde residió varios años y trabajó con multitud de músicos de prestigio como Miles Davis, Herbie Hancock, Billy Cobham, Dave Brubeck, Michel Petrucciani o Mike Stern, entre otros.
En 1989 llama a unirse a él en París al batería español Ángel Celada, con el que colaborará durante varios años.
Tras haber tomado parte en más de 3000 conciertos y con más de 30 álbumes propios, los últimos años se dedicó a la composición. Por ejemplo: el concierto Les Mouettes para violín , la ópera de jazz Diario d'un usager de l'Espace II, un concierto para violín de Maxim Vengerov, la ópera Libertad, y diferentes conciertos más para violín e incluso para piano.

## Discografía (selección)
- 1979. Grabó su primer disco como líder (New World), del cual ha vendido más de 20 millones de copias.[2] y en el que tuvo la suerte de contar con un buen puñado de estrellas para su sección de ritmo.
- 1983. Graba en trío con Philip Catherine y Christian Escoudé.
- 1993. Graba en dúo con el pianista Martial Solal.

## Bandas
Entre otras bandas, ha sido uno de los componentes de The String Quartet

## Festivales de Jazz
- 2010. Festival de Jazz de Vitoria.[4]
- 2017. 10 Festival de Jazz de San Bernardo Chile (CHL)[5]

## Premios (selección)
- 1969. Premio SACEM
- Victorias de la música
- Premio Blue Note